# Эндрюс, Эрин
Э́рин Джилл Э́ндрюс (англ. Erin Jill Andrews; 4 мая 1978, Льюистон (Мэн), США) — американская журналистка, спортивный комментатор, фотомодель и актриса

.

## Биография
Эрин Джилл Эндрюс родилась 4 мая 1978 года в городе Льюистон (штат Мэн, США), в семье учительницы Паулы Эндрюс и тележурналиста Стивена Эндрюса. У неё есть младшая сестра Кендра. Окончила среднюю школу Блумингдейл в Вальрико, Флорида. В 2000 году окончила Университет Флориды со степенью бакалавра искусств в области телекоммуникаций.

## Карьера
Эрин начала свою телекарьеру в 2000 году в качестве репортера канала «Fox Sports Florida». С 2004 по 2012 год она работала на канале «ESPN». С июня 2012 года Эрин работает на канале «FOX Sports».
В 2010 году участвовала в десятом сезоне шоу «Танцы со звездами» в паре с Максимом Чмерковским и заняла 3 место.
В 2010 году заняла 58 место в списке «Hot 100» по версии журнала «Maxim», а в 2011 году — 91 место.
В 2013 году была номинирована на премию «Teen Choice Awards» в категории «Choice TV Personality: Female».
Заняла 83 место в списке «99 самых желанных женщин 2015» по версии AskMen.

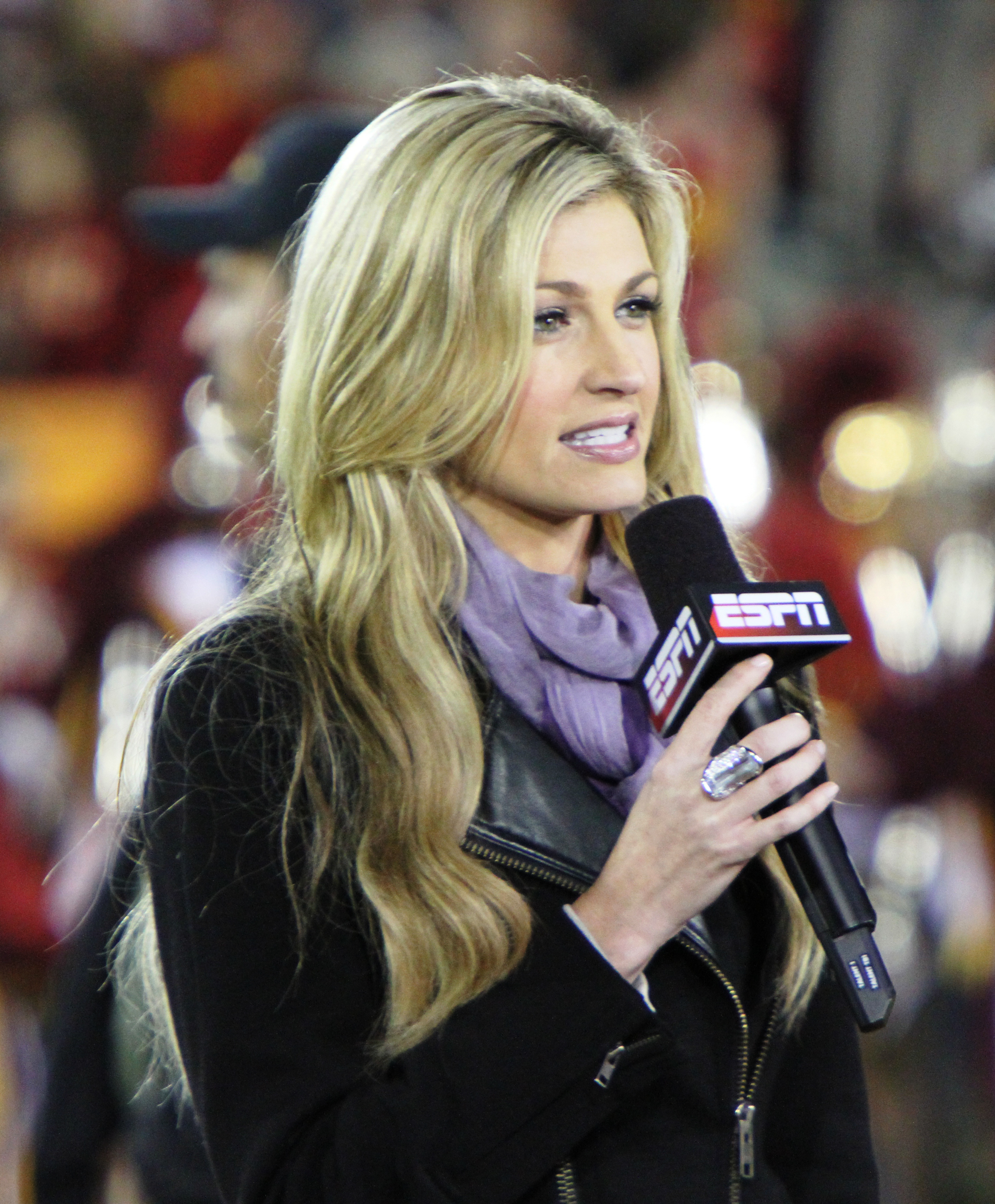
Эрин на футбольном матче

## Личная жизнь
С 24 июня 2017 года Эрин замужем за хоккеистом Джарретом Столлом, с которым она встречалась 4 с половиной года до их свадьбы.
В сентябре 2016 года Эрин был поставлен диагноз рак шейки матки. Эндрюс перенесла операцию и, по состоянию на январь 2017 года, её рак находится в ремиссии.

## Фильмография
| Год  |   | Русское название                           | Оригинальное название                 | Роль                       |
| ---- | - | ------------------------------------------ | ------------------------------------- | -------------------------- |
| 2012 | ф | Папа-досвидос                              | That's My Boy                         | секретарь Рэндалла Моргана |
| 2013 | ф | Дюк-Каролина: Соперничество голубых кровей | Duke-Carolina: The Blue Blood Rivalry | репортер канала FOX Sports |